# マケドニアサッカー連盟
マケドニアサッカー連盟（マケドニアサッカーれんめい、マケドニア語: Фудбалска Федерација на Македонија、略称FFM）は、北マケドニアのサッカーを統括する団体である。本部は首都であるスコピエに置かれる。
国内リーグであるマケドニア・プルヴァ・リーガや、カップ戦であるマケドニアカップの運営、サッカー北マケドニア代表などの組織を行っている。

## 名称について
2019年2月12日の「北マケドニア共和国」への国名改称後も、サッカー連盟の正式名称は「マケドニアサッカー連盟」で変わらないものの、国際サッカー連盟（FIFA）と欧州サッカー連盟（UEFA）の登録上の名称は「北マケドニアサッカー連盟」（英: Football Federation of North Macedonia）となっている。
なお、国名改称以前は正式な国名は「マケドニア共和国」、国際サッカー連盟（FIFA）と欧州サッカー連盟（UEFA）における登録上の国名は「マケドニア旧ユーゴスラビア共和国」（英: the Former Yugoslav Republic of Macedonia）であった。登録上の国名の変更時期は不詳であるが、2019年3月18日のUEFAの記事では旧名称が使われているのに対し、2019年4月15日のUEFAの記事では新名称が使われている。